# 最弱無敗の神装機竜
『最弱無敗の神装機竜』（さいじゃくむはいのバハムート）は、明月千里による日本のライトノベル。イラストは春日歩（1 - 16巻）・村上ゆいち（17巻以降）が担当。GA文庫（ソフトバンククリエイティブ→SBクリエイティブ）より2013年8月から2020年8月まで刊行された。2017年12月時点でシリーズ累計部数は110万部を突破している。
メディアミックスとして、2014年7月からはスクウェア・エニックスのウェブコミック配信サイト「ガンガンONLINE」で漫画版の連載を開始（作画：唯浦史・構成:渡辺 樹）。2015年5月にはテレビアニメ化が決定し、2016年1月から同年3月まで放送された。

## あらすじ
遺跡から発掘された、古代兵器・機竜。それは10余年前に発見された世界に7つある遺跡から発掘された古代兵器、伝説の竜を模した機械装甲である。
5年前、長きに渡り圧政を敷いたアーカディア旧帝国はクーデターによって滅ぼされ、アティスマータ新王国が誕生した。亡国の皇子ルクス・アーカディアは滅ぼされた旧帝国の罪を背負い、咎人として新王国の国民のさまざまな雑用を引き受ける契約により恩赦を受けていた。
ある日、ルクスはネコに盗られたポシェットを取り返すべく追いかけていた時、王立士官学園女子寮の屋根を踏み抜んだことで大浴場に飛び込み、新王国の王女であるリーズシャルテ・アティスマータを押し倒してしまう。リーズシャルテの怒りを買ったルクスは機竜での決闘を挑まれるが、彼は模擬戦では無敗を誇るものの未だ勝利したことが無い「無敗の最弱」と呼ばれる機竜使いだった。それゆえ、決闘で実力を示したことによりリーズシャルテに気に入られたルクスは、貴族子女ばかりが通う王立士官学園に編入することになる。	
入学した王立士官学園の個性的なヒロインたちと交流を深めながら、ルクスは様々な陰謀に巻き込まれていく。

## 登場人物

### 主要人物
ルクス・アーカディア
声 - 田村睦心
本作の主人公。滅亡したアーカディア帝国の第七皇子。神装機竜〈バハムート〉の使い手。
5年前に起こったクーデターで帝国が滅びた後はアティスマータ新王国の恩赦(後述の契約)により釈放され、あらゆる国民の雑用を引き受けるという契約のもと国家予算の5分の1に相当する借金を返済するため、日々様々な仕事を請け負っている。そういった境遇から雑用王子または没落王子と呼ばれることもある。圧制を敷いていた旧帝国の皇族の生き残りということから良く思わない者達もいるが、城塞都市の人たちや王立士官学園の女の子からの受けは良い。悪名高い旧帝国の王子とは思えないほどお人好しな性格で見下したりするようなことはしない。むしろ周囲の女性たちのペースに振り回されることが多く、大抵はツッコミ役にまわる。顔立ちは良いが本人は童顔であることを気にしており、女装したときはクラスメイトでも気付かないほどの美少女になった。
月に一度王都のコロシアムで行われる公式模擬戦で無敗を誇るが、その戦い方は守りに徹し対戦相手のスタミナ切れを待ち、引き分けに持ち込むというものであるため「無敗の最弱」と呼ばれる。その正体はクーデターにおいてアーカディア帝国の装甲機竜1200機を1機で破壊したという伝説の「黒き英雄」その人である。しかしその事実については秘匿されており、一部の人間が知るのみとなっている。そのためもあって普段は防御特化に改造された汎用機竜のワイバーンを使用している。圧倒的な技量を誇り、帝国軍に伝わる機竜使いの三大奥義を編み出した人物でもある。装甲機竜の操縦技術が高いだけでなく洞察力や判断力にも長け、敵の策略を見抜くなど戦略や戦術の面でも優れた能力を発揮する。
帝国であった頃からあまり恵まれた環境だったとはいえず、母方の祖父が皇帝に諫言をしたことが原因で7歳のときに母や妹と共に宮廷から追放され、帝都のはずれで慎ましやかに暮らしていた。しかし母が事故で瀕死の傷を負ったとき周囲に助けを求めたが、圧制を敷く皇族への恨みから見殺しにされ母を喪う。王家と民の両方から見放されたという事実に打ちのめされ、一時は周囲の人間全てを憎んだこともあったがフィルフィの優しさに救われ、立ち直っている。これらの出来事がルクスの人格形成に大きく影響を与えており、後に再会したフギルからは「誰にも愛されなかった者は、誰からも愛されようとする」と揶揄されている。
決闘を通じてリーシャに気に入られ、彼女の一存で王立士官学園に編入することになり、以降は学園や新王国を巻き込む陰謀から守るため、そして仇敵である兄フギルを追うために戦いに身を投じていく。建国記念祭で正式にリーシャの専属騎士となり、さらに旧帝国の残党による帝都奪還計画を防いだ功績により、咎人としての罪を許され貴族となる権利を得るが、自分を都合のよい駒にしようとする執政官たちの魂胆を見抜き、あえて咎人であり続ける道を選んだ。また七竜騎聖の副隊長シングレンに散々七竜騎聖へ誘われるが断っていたがヴァンハイム公国での出来事によりなし崩し的に空席のアティスマータ新王国の七竜騎聖となる。
リーズシャルテ・アティスマータ
声 - Lynn
本作のメインヒロイン。「リーシャ」という愛称で呼ばれる。クーデターを起こしアーカディア帝国を滅ぼしたアティスマータ伯の娘で、アティスマータ新王国の第一王女。通称「朱の戦姫」。神装機竜〈ティアマト〉の使い手。
王立士官学園でも屈指の機竜使いで定期的に行われる校内戦では無敗を誇っていた。技術者としても優秀で若くして機竜研究開発所 工房（アトリエ）の所長を務め、オリジナルの装甲機竜や武装を作り出すほどである。
5年前、クーデターを画策していた父との取引材料として帝国側に捕らえられたという過去がある。しかし父には見捨てられ、帝国の所有物である証として下腹部に紋章を刻まれている。自分一人のためにクーデターを中止するわけにはいかなかったという事情は理解しているものの自分を見捨てた父のことを快く思っておらず、その父を英傑と称える周囲から新王国の姫として相応しい振る舞いを強要されることに嫌気がさしている。また虜囚の身から一転して王女になるなど、運命に翻弄され続けたことで自分は何者なのかということを測りかねている。これまで装甲機竜にしか興味がなかったためか恋愛方面に免疫がなく、男女で手を繋ぐことが非常に進んでいることだと勘違いしており、ルクスがクルルシファーの恋人役となったときは自分とルクスは手を繋ぐほどの仲だと自慢して周囲を唖然とさせた。
事故で学園の大浴場に飛び込み自分を押し倒したルクスの処罰の是非を決めるため模擬戦を提案するが、自分の全力の攻撃を防ぎきり、乱入してきた幻神獣をも抑え込んだルクスのことを一転して気に入り、パートナーとして傍に置こうとして強引に学園への編入を決める。
クルルシファー・エインフォルク
声 - 藤井ゆきよ
本作のヒロインの1人。ユミル教国からの留学生でエインフォルク伯爵家の令嬢。神装機竜〈ファフニール〉の使い手。
その優れた能力と美貌から学園中が一目置く存在で、学園の中でも機竜適正値がズバ抜けて高い。性格は大人びておりクールな印象を与えるが、周囲に比べ胸が小さいことを気にしている。
実はエインフォルク家の実子ではなく、ユミル教国の遺跡〈坑道〉の内部で発見された遺跡の生き残りで「鍵の管理者（エクスファー）」と呼ばれる存在。彼女自身が遺跡の深層へ至るための鍵となっている。当時遺跡の調査をしていたエインフォルク家の家長によって引き取られるが、周囲のよそよそしい態度から物心つく頃には自然と自分が養子であることに気付く。家の人間を自分とは違う存在であると理解しつつも、本当の家族として認めてもらえるかもしれないという想いから努力を重ねてきたが、逆に兄妹からは疎まれる結果となり孤独に苦しんでいた。
バルゼリッドとの婚約を破棄するためにルクスに恋人役を依頼し、婚約の破棄を賭けて2対2の決闘を行うことになる。しかしルクスを自分の都合に巻き込めないと思い直し、一人で決闘へと赴くが、「黒き英雄」であることが露見する危険を顧みずバハムートで駆け付け、最後まで自分を見捨てず戦ってくれたルクスに好意を抱くようになる。アルテリーゼがルクスを正式に婚約者として推挙すると言い出した時は演技だったという誤解を解かず、ルクスに自分の想いを告げてキスをした。事件後もルクスをからかうところは変わらないが、以前と違って本気であることをほのめかす態度をとるようになる。
ユミル教国に一時帰国した際には、竜匪賊との戦いを経てそれまで壁を感じていた家族との関係が軟化した。騒動の後はメルの補佐官となる。
フィルフィ・アイングラム
声 - 久保ユリカ
本作のヒロインの1人。アイングラム財閥の次女でルクスとは幼馴染。神装機竜〈テュポーン〉の使い手。
普段はぼーっとしており、天然で掴み所のない性格をしている。また、感情表現が苦手で口数が少ないが頑固なところがある。気に入った相手には愛称で呼び合うことを求め、ルクスをルーちゃんと呼び、自分のことはフィーちゃんと呼ばせている。ルクスが王立士官学園に編入したことで七年ぶりに再会するが、当初ルクスがさん付けで呼んだときはあからさまに機嫌を悪くし「フィーちゃんでしょ」とクラスメイトたちの前で言い直させた。後述の理由により武術を習っており見かけによらず腕が立つ。寮ではルームメイトがいないため部屋がないルクスを住まわせており、同じベッドで寝たり、一緒にお風呂に入ったりと時折大胆なことをする。
5年前、クーデターと同じ時期に人体実験の被験者として帝国に連れ去られ、ヘイズの手によって終焉神獣ユグドラシルの種子「宿り木（ラタトスク）」を植え付けられており、肉体の半分が幻神獣と同化している。一度は実験の後遺症により死亡するが、宿り木と適合したことにより蘇生を果たした。また、その副作用で身体が丈夫になり、大人でも比較にならないほどの力を持つようになっており、力の制御の仕方を学ぶために武術を習っていた。終焉神獣ポセイドン襲撃の折にヘイズに被験体であったことに気付かれ利用される。宿り木の本体であるユグドラシルからの命令を拒否し続けていたため衰弱していったが、ルクスがユグドラシルを倒したことでその支配から解放される。その後は仲間たちの枷にならないためにルクスやアイリの手を借りて訓練を行い、角笛への耐性を身に付けると共に僅かな時間ながら幻神獣化が可能になっている。
セリスティア・ラルグリス
声 - 種田梨沙
本作のヒロインの1人。四大貴族の一つ、ラルグリス公爵家の令嬢で王立士官学園の三年生。学園最強と言われる機竜使いで「騎士団（シヴァレス）」の団長でもある。セリスという愛称で呼ばれる。神装機竜〈リンドヴルム〉の使い手。
男嫌いとして有名だが、実は男性が苦手と周りに話していたらいつの間にか男嫌いという噂が広まってしまったというのが真相であり、非常に不器用な性格をしている。寂しがりやでもあり、後輩たちが自分に対して一歩引いた態度をとることを残念に思っている。
ルクスの祖父ウェイド・ロードベルトの教え子で、彼が皇帝に諫言するきっかけを作った。しかしその結果ウェイドは投獄され、ルクス達も宮廷を追放されることになったため負い目を感じており、自分がウェイドに代わって正しさを示さなければならないと考えるようになる。また、自分が皆を守らなければならないという責任感から他人を頼ることを由とせず、何でも一人で背負い込んでしまうところがある。自分が不在の間に編入したルクスに対して男であるという理由から入学に反対するが、本当の理由は尊敬する師ウェイドの孫であるルクスを戦いの場から遠ざけ守るためだった。
終焉神獣ポセイドンとの戦いの最中にサニアの裏切りにあい、ルクスの前でウェイドが投獄されたのは自分のせいであるという事実を暴露されて心が折れかけるが、真相を知りながらも自分を許し、助けてくれたルクスを自分にとって初めての頼りになる男性と認識するようになる。事件後は自らの未熟さを受け入れ、全校生徒に向けて自分に力を貸してほしいと呼びかけ、決意を新たにしている。ルクスの編入も正式に認めている。
後に七竜騎聖になったルクスの補佐官を務めることになる。
切姫 夜架（きりひめ よるか）
声 - 石上静香
本作のヒロインの1人。かつて旧帝国が滅ぼした東方の島国、古都国の姫であり最強の機竜使い。神装機竜〈夜刀ノ神〉の使い手。
生まれつき人を殺すことに何の躊躇いもなく全く動じない異形の精神と尋常ならざる戦いの才能を持ち、それ故に周囲から忌避されてきた。元の姓は羽々斬（はばきり）だったが、9歳で兵法指南役から免許皆伝を授かるとき、切姫という忌み名も受け取っている。
古都国が滅びる時、アーカディア皇帝と交わした契約により帝国の軍門に降り、以降は皇帝の忠実な僕として裏の仕事を行っており「帝国の凶刃」と呼ばれる。その力を恐れた旧帝国の重鎮たちによって孤島に幽閉されていたが、彼女を利用しようとしたドバル侯爵により引き取られる。しかし実際は島を出るために従っているふりをしていただけで、忠誠を誓う旧帝国の皇族であるアイリを殺すよう命じられたことで本心を明かし、逆にドバルたちを殺害した。アーカディア帝国再興のためにルクスの前に姿を現すが、ルクスにその意志がないことを確認すると彼の敵に回っている。実は孤島の地下で眠っていた彼女を起こしたのはヘイズであり、その時に左目に洗礼という手術を施されている。
かつて自分を唯一人間として扱ってくれた双子の弟を守るため従者として仕える誓いを立てており、アーカディア帝国との戦争では弟の命は取らないという条件で投降するが、保身を考える重臣たちの手によって弟は殺されてしまう。たった一人自分を信じてくれた肉親の死に対しても悲しみを感じず、最後まで自分が人間の欠陥品であったことを悔しく思っており、弟を救うために交わした契約を守りきることで弟との誓いに殉じようとしている。
新王国を滅ぼすためヘイズと共闘し、帝都奪還計画ではルクスと互角の戦いをした。ルクスと同じく機竜使いの三大奥義を習得しており、また独自に編み出した刻撃という技を使いルクスを追い詰めるが、弟のことを思い出しわずかに感情的になったことで刻撃の予兆を読まれ敗北する。ルクスが自分の思い描いた理想の国を叶えるため、ずっとアーカディア帝国のために戦っていたのだと理解したことで自身の思い違いを悟り、〈巨兵〉の制御室への最短経路を教え、王都を道連れにしようとしたエル・ファジュラを破壊した。その後は改めてルクスに仕えることを宣言し、レリィの配慮により士官学園に編入している。学園では協調性のない行動ばかりしていたが、ルクスに注意されたことから多少改善している。

### 王立士官学園
アイリ・アーカディア
声 - 小澤亜李
旧帝国の皇族の生き残りでルクスの実妹。王立士官学園の一年生。
ルクスと同じく新王国の恩赦によって釈放された咎人。彼女が交わした恩赦の契約は新王国の目の届くところで暮らすことで、実質ルクスに対しての人質である。ルクスが「黒き英雄」であることも最初から知っている。非常に弁が立ち、口喧嘩でルクスに負けたことがない。責任感が強く、ルクスに対して遠慮がなく何かとキツイ物言いをすることもあるが本当は兄のことを大切に思っている。ルクスが周囲に認められることを喜ぶべきことだと思う一方で、兄がみんなのものにされるのではと複雑な想いを抱いている。
装甲機竜の操縦適正は高いものの、身体能力と操縦技術が低くまともに機竜を動かすことができないため、学園では文官を志望しルクスたちを情報面でサポートする。また、遺跡から発見された古文書の解読を行っており、その解読技術は専門の文官と比べても遜色ないほど。
ノクト・リーフレット
声 - 高橋李依
王立士官学園の一年生。三和音の一人。
アイリとはルームメイト。リーフレット家はバルトシフト家に仕える従者の一族で、彼女自身も学園ではアイリの従者を務める。話すときに文頭に「Yes」や「No」を付ける癖がある。リーズシャルテとの決闘を機に、ルクスに興味を持ち始め、ティルファーと共に腕にしがみ付くようになる。特に女装したルクスには他２人と共に興味津々な態度を見せる。
使用する機竜は〈ドレイク〉。
シャリス・バルトシフト
声 - 内山夕実
王立士官学園の三年生。ティルファー、ノクトとは幼馴染で、3人で三和音（トライアド）と呼ばれている。
騎士の名門の家柄で、父親が新王国軍の副司令官を務めており、3人の中では年長ということもありリーダー格。正義感が強く学園では自警係を務める。セリスとはルームメイト。
ソーシャル版では意外にも最終イベント『ありがとうを君に』のヒロイン（ルクスのデート相手）を彼女が務めた。
使用する機竜は〈ワイバーン〉。
ティルファー・リルミット
声 - 井澤詩織
王立士官学園の二年生。三和音の一人。
クラスではムードメーカー的な存在で、ルクスのことを「ルクっち」と呼ぶ。顔が広く噂好きなため情報通である。
実家は王都に本店を構える高名な細工師の家柄で、自身も見習いとしてアクセサリーのデザインを作ることを趣味としている。
使用する機竜は〈ワイアーム〉。
レリィ・アイングラム
声 - 日笠陽子
アイングラム財閥の長女でフィルフィの姉。非常に有能な人物で若くして王立士官学園の学園長を務めており、ルクスとも旧知の間柄。
あっけらかんとした性格をしており、学園長の権限を利用して突発的におかしなイベントを企画したりするためあまり学園長らしくないと思われている。妹のフィルフィを非常に溺愛しており、フィルフィが絡む事柄となると見境が無くなる。フィルフィとルクスをくっつけようと考えているため、女子寮でわざと同室にしたりフィルフィに余計な入れ知恵をして悪戯を仕組んだりする。
女王ラフィにもその能力を信頼されており、大財閥の力を使うことで新王国内では大きな権力を持っており顔も広い。
ライグリィ・バルハート
声 - 中原麻衣 
王立士官学園の教官。
旧帝国時代には当時唯一の女性の機竜使いとして活躍し、クーデターにおいても新王国側について戦ったという経歴から女生徒からは非常に人気がある。

### アティスマータ新王国
ラフィ・アティスマータ
声 - 進藤尚美
アティスマータ新王国の女王。クーデターを起こしたアティスマータ伯の妹で、リーシャの叔母にあたる。
アティスマータ伯がクーデターで戦死してしまったため女王の座に就き、兄の忘れ形見であるリーシャを新王国の王女に据えた。ルクスが「黒き英雄」であることを知っている数少ない人物の一人。
新王国は統治において四大貴族に頼っている部分が多いため、彼らにあまり強い態度が取れない。
幼い頃に煩った病の後遺症で子供を産めない体となっており、旧帝国時代は男尊女卑の風潮に加えて政略結婚にも使えない人間として周囲から冷遇されていた。唯一心の拠り所であった恋人のウェイブラまでも帝国の密偵であり、彼に革命の情報を漏らしてしまったことで、兄と親族たちを死に追いやってしまう。その過去の疵が原因で女王から降ろされそうになるが、聖蝕の新たな宿主として選ばれ大聖域の力を手に入れたことで、自身の敵対勢力を粛清してゆく。
ナルフ・ファイブリオン
声 - 松岡禎丞
アティスマータ新王国の宰相。
ルクスが「黒き英雄」であることを知る一人。
ディハイベル・バルトシフト
声 - 斧アツシ
新王国軍副司令官。シャリスの父。
禿げ上がった頭に口髭の、いかにも軍人らしい人物。
ウェイブラ・ヘムト
旧帝国派の貴族。皇族の遠い親類だった人物。
5年前、アティスマータ伯を監視するために帝国側から送り込まれた密偵で、一族の中で冷遇されていたラフィに近づき、彼女を甘言で誑かし偽りの恋人となって革命の情報を引き出した。
当時の一部始終を記録した映像を手土産にジグ・クロイツァーに接触し、政権を奪おうとするが、繰り返されるパレードの一週目最終日に自動人形エル・ファジュラによって殺害される。

#### 四大貴族
ワーグ・クロイツァー
声 - 速水奨
四大貴族の一つ、クロイツァー公爵家の当主。
野心家であり、旧帝国時代から独自の戦力を溜め込んでいたためクロイツァー家は旧帝国の乗っ取りを画策していたのだという黒い噂がある。
終焉神獣討伐に息子のバルゼリッドを推薦し、討伐に成功した場合の報奨として将軍の地位を要求するが、バルゼリッドが逮捕されたことで四大貴族の座から失脚した。
バルゼリッド・クロイツァー
声 - 間島淳司
クロイツァー公爵家の嫡男。神装機竜〈アジ・ダハーカ〉の使い手。
王都のコロシアムで開催される公式模擬戦で前年三位の実力を持ち「王国の覇者」と呼ばれる。
旧帝国の男尊女卑を象徴するかのような人物で、女は自分たち男がのし上がるための道具と言い切り、その言葉通り自分が次の国王になるという野心のためにクルルシファーを利用しようとした。闇商人を名乗っていたヘイズと通じており、彼女から〈アジ・ダハーカ〉を手に入れ、クルルシファーが遺跡の鍵であることを知ってアルテリーゼに婚約の話を持ちかけた。
婚約を賭けた決闘では神装「千の魔術」の力でクルルシファーを圧倒し、駆け付けたルクス相手にも優勢に戦いを進めるが、奥義「強制超過」に敗れる。決闘に敗れると周囲に潜ませていた機竜使いの私兵を使ってルクスを始末しようとし、それも失敗に終わると逃走を図ろうとするなど往生際の悪い態度を見せた。これまでの悪事が明るみに出たことで投獄されるが、最期は牢獄に捕らわれているところを口封じを兼ねた計画失敗の怒りの矛先を向けに来たヘイズに惨殺される。
ジグ・クロイツァー
クロイツァー公爵家の次男。バルゼリッドの弟。
ウェイブラと共謀し、ラフィの過去の秘密を握り、政権を奪おうとするが、繰り返されるパレードの二週目最終日に自動人形ネイ・ルーシュによって殺害される。
ディスト・ラルグリス
声 - 竹内良太
四大貴族の一つ、ラルグリス公爵家の当主。セリスの父。
眉目秀麗な容姿の壮年の男。
四大貴族の中でもっとも実直な男と呼ばれていて、軍議でも普段は一歩引いたところから発言する。
ゾグァ・シャルトスト
声 - 田中完
四大貴族の一つ、シャルトスト家の当主。
四大貴族の中で最年長であり、眼窩の窪んだ髑髏のような外見をしている。
老獪な老人で独自の情報網を持ち、老齢にも関わらずなんらかの野心を抱いている節がある。そのため四大貴族のなかで女王が最も警戒している人物。ルクスが「黒き英雄」であることにも気付いている節がある。
バグライザー・ガシュトフ
声 - 小山剛志
四大貴族の一つ、ガシュトフ家の当主。
赤い髪の中年の偉丈夫。
新王国の統治に関して、義理で女王に協力してやっているのだという意識が強く、女王相手でも尊大で不遜な発言や態度が多い。

### アーカディア旧帝国
ベルベット・バルト
旧帝国の近衛騎士団長。5年前、リーシャの体に帝国の紋章を刻んだ人物。
アーカディア帝国の滅亡後は新王国に面従腹背していたが、5年かけて三大奥義の一つ「神速制御」を習得し、闇商人から手に入れた角笛の力とあわせ反乱を起こす。角笛で呼び出した幻神獣で騎士団の部隊とリーシャを追い詰めるが、バハムートを纏ったルクスに幻神獣と反乱軍を全滅させられる。自身もルクスが三大奥義を編み出した本人と知らずに「神速制御」で挑むという愚を犯し、敗北する。
新王国によって取り調べを受けていたが、バルゼリッドと同様にヘイズに殺害される。
アニメには登場せず、ラグリードにその設定が引き継がれた。
ラグリード・フォルス
声 - 浅沼晋太郎
かつての帝国大貴族で、ヘイブルグ共和国に逃れていた反乱軍の総大将。男尊女卑の思想が非常に強い典型的な帝国貴族。
ルクスの腹違いの兄アベル・アーカディア（声 - 芳野由奈）の親友で、かつて自分たちの悪事を誤魔化すため幼かったフィルフィに罪をかぶせて陥れようとしたことがある。共和国の力を借りて事を成すことは後の傀儡政権となることを意味するが、それを理解していても全く気にしておらず、自身が新たな皇帝となり領民に暴虐の限りを尽くせさえすればそれで満足と考えている愚物。
帝都奪還計画では反乱軍を率いて隠し要塞に奇襲を仕掛け、新王国軍を壊乱させた。エル・ファジュラの分身の力で強化されたエクス・ワイバーンで操作の補助を受けながらルクスと戦い、バハムートの稼動限界時間を使い潰させる狙いだったが、ルクスがそれを予期してバハムートに偽装したワイバーンを用意していたため失敗に終わる。因縁の相手であるフィルフィと対峙し、角笛を使って操ろうとしたが、フィルフィが角笛に耐性を付けていたため失敗し敗北する。
アニメにおいては、アベルの友人という原作の設定を引き継ぎつつ、ベルベットの設定も引き継いでいる。角笛によって率いた幻神獣と反乱軍の力で騎士団とリーシャを追い詰めるが、バハムートを纏ったルクスによって完全に壊滅させられる。その後は牢獄へ入れられていたがヘイズの手引きにより脱獄、帝都奪還計画の指揮をとるが、ルクスに倒された。

### ヘイブルグ共和国
ヘイズ
声 - 金元寿子
ヘイブルグ共和国の軍師。神装機竜〈ニーズヘッグ〉の使い手。
旧帝国の皇族の特徴である銀髪に、灰と蒼の瞳を持つ少女。フギルから第三皇女殿と呼ばれているが、旧帝国の皇族の顔を全て知っているルクスにも見覚えがなく、また自らを本物と称し、ルクスをエセ王子と呼ぶなど謎の多い人物。夜架との会話の中で自身の目にも洗礼を施しているという旨の発言をしており、両目の色が異なるのは洗礼の影響と思われる。遺跡を統括する自動人形たちからは創造主と呼ばれ、起源種と呼ばれる角笛の力で終焉神獣さえ支配下に置くなど、一介の軍師とは到底思えない力を駆使する。性格は非常に高慢で他者を見下しており、女であるが「俺」という一人称を使い、チンピラのような非常に口汚い喋り方をする。また、計算高く余裕のある態度を崩さないが、ルクスたちが自分の予想を超えて終焉神獣ユグドラシルを倒したときなどは取り乱しており、計算外の出来事には弱い。
当初は闇商人として暗躍し、ベルベットやバルゼリッドと接触していたが、王立士官学園への襲撃を機に正体を表し、以後は直属部隊「ケルベロス」を指揮して直接ルクスたちと対峙するようになる。過去に旧帝国で行われていたある人体実験に関わっており、実験の被検体であったフィルフィを利用してルクスたちと戦わせるなど卑劣な手段でも平然と実行する。詳細は不明だが胸中に深い恨みを抱き、復讐を目的としており、自分の手でその恨みを晴らすことに拘っている。帝都奪還計画ではニーズヘッグを駆って出撃するが、ルクスたちの活躍によって計画は失敗に終わり、自身もリーシャとの一騎討ちに敗北して止めを刺された。彼女の敗北とともにその正体にまつわる謎も闇に葬られたかに見えたが、〈方舟〉の最深部から発見された古代の皇族の名を記した古文書の中にヘイズの名があり、さらに謎が深まっている。
ソフィスが「月」を起動させた時期に意識を取り戻し、より強力な『洗礼』を施す事で身体を動かす事にも成功。だが、かなり強引な手段らしく、保ってあと10日の命らしい。
『洗礼』の力で、統括者の支配能力を持っている。
サニア・レミスト
声 - M・A・O
王立士官学園の三年生。〈B-bloodワイバーン〉を使う。
セリスをお姉様と慕い、ルクスを学園から追い出そうとする在学反対派の筆頭。七人兄妹のうち女性はサニアのみでセリスには父や兄から虐げられていたため男性が怖いと話していたが、レミスト家では養子であり正体はヘイブルグ共和国のスパイ。ヘイズ直属の部下である特殊部隊「ケルベロス」の一人で、ヘイズの命令で学園内に隠されたグラン・フォースを探していた。ポセイドンの学園襲撃時にアイリに正体を看破されたことで本性を表す。祖国のヘイブルグでは士官養成所に引き取られた戦災孤児で下積みを重ねて機竜使いとなっている。帝都奪還計画ではイーグニッド、キルリとともにグラン・フォース捜索のため王城を襲撃するが、セリスに敗れ捕縛される。
イーグニッド
ヘイズ直属の部下である特殊部隊「ケルベロス」の一人。〈B-bloodワイアーム〉を使う。
サニアと同じく旧帝国との戦争で戦災孤児となり士官養成所に引き取られている。下積みを重ねて機竜使いとなるが生まれの差から最下級の扱いだったところをヘイズに見出され、正式に騎士となる。ヘイズのことを苦手としており、自分たちに隠していることがあるのではないかと疑念を抱いていた。また同じケルベロスの一員であるキルリに対しても素性が知れないこととその素顔を見たことでヘイズと同様に疑っていた。
帝都奪還計画ではサニア、キルリとともにグラン・フォース捜索のため王城を襲撃するが、セリスに敗れ捕縛される。
キルリ
ヘイズ直属の部下である特殊部隊「ケルベロス」の一人。〈B-bloodドレイク〉を使う。
イーグニッドやサニアと違い戦災孤児ではなくヘイズがどこかから連れて来た娘で、表向きは火傷の痕を隠すためという理由で仮面を付けており言葉も話せないということにされていた。しかし実際には火傷の痕などはなく、金属質の鳥の羽のような耳が生えており、それを隠すために仮面を付けていた。正体は遺跡〈巨人〉の統括者エル・ファジュラの特殊能力で作られた第2分身。
帝都奪還計画ではサニア、イーグニッドとともにグラン・フォース捜索のため王城を襲撃するが、二人が倒されたことで撤退しようとしたところをセリスに止めを刺され機能を停止する。
ローザ・グランハイド
ヘイブルグ共和国の七竜騎聖。神装機竜〈ゴルィニシチェ〉の使い手。「鋼の魔女」の異名を持つ。
善を嫌い、悪であることを由としており、常識や倫理に縛られない。それ故に勝つためには卑劣な手段も厭わず、それどころか率先して使おうとさえする。部下の兵士達にもその悪意は向けられており、肉体的、もしくは相手の家族を奴隷に落とすといった精神的な恐怖によって従えている。
全竜戦の代表を決める校内選抜戦で5人を殺害しており投獄されていたため、世界会議まで他国にその存在が知られていなかった。
だが、実はこの「悪は絶対」という思考は、『悪たる王』の洗脳によって植え付けられたもの。本来の性格は臆病で、それを敵意に変えたかのような人物。両親は旧帝国との戦争に反対していたが、同じく国の圧政に不満を覚える市民達の密告により、国家への反逆を企てたことで捕まり、処刑された。この際、投獄された自分を買い取った軍人から「信じていた正しさだけでは、何一つ事態は好転しない」と教えられ、更には『悪たる王』の洗脳によって傲岸不遜な人物像が生まれた。
新王国の港町トライポートにて、第一遺跡『塔(バベル)』攻略のための総司令官として赴いているはずだったが、身代わりを立てて本人は自国に留まっていた。そこで、ヘイブルグに侵入し、世界連合の裏切り者の調査を行っていたルクスとフィルフィと交戦し、最初は優勢に立っていたが最後には敗北した。一度投獄されたが、『悪たる王』の手引きによって脱獄し、『塔』の外壁を破壊し終焉神獣を解き放つ事を命令される。だが、それは用済みになった彼女を始末する事が目的だった。すんでのところをコーラルに助けられると同時に、彼からルクスが自分を助けてほしいと頼まれた事を告げられ、悪の仮面を脱ぎ去る。その後は『悪たる王』とヘイブルグの暗部について全て証言した後、行動を監視、制限された上で七竜騎聖の座を続投している。
カレンシア・ハーズマイス
ローザの補佐官。額を出した髪型と理知的な眼鏡が印象的な、年若い外見の少女。ローザに家族を人質に取られ、自らも「悪を為す者だけが勝者になれる」と教え込まれていた。
だが、その正体は、ヘイブルグ共和国を陰から支配する存在である『悪たる王』。神装機竜〈アルクラ〉の使い手。本物のカレンシアは既に殺害されており、彼女がすり替わっていた。ローザには「悪を為さねば生きられない」と洗脳を施し、彼女の家族と友人を人質に取って命令を出してきた。人々を虐げる欲望に興じながらも、周囲から善性のある人間として扱われたいという歪んだ快楽を望んでいる。
ヘイブルグに侵入したルクスとフィルフィに協力していたが、これはルクスを世界連合の裏切り者に仕立て上げるための芝居。その目論見は失敗したが、投獄されたローザに『塔』の終焉神獣を解き放つよう命令した後、ルクスの機攻殻剣を軍に渡す事で本来の目的を達成した。だが、ローザを始末するようルクスに懇願したところで、彼に正体を看破される。その後、神装の相性からルクスの代わりに前に出たフィルフィと戦闘し、敗北。エリクシルを過剰投与していた為、最後には灰となって消滅した。
ステファ・ハーズマイス
カレンシアの従妹の盲目の少女。
機竜適正を見込まれて士官候補生となったが、演習中の事故で目を負傷して退役しており、現在は施療士見習いをしている。士官候補生だった頃はローザとも親しく、退役して以降は疎遠になっているが、ローザについての悪い噂に心を痛めながらも彼女のことを信じている。
ゲルタフ・ヴェイル
ヘイブルグ共和国の暗殺部隊『六刑士（サーヴァンツ）』の一人で通称『猟刑』。何者かの依頼で新王国の警備兵を装いセリスをつけ狙っていた。最終的に聖触の体液であるエリクシルを浴び魔人化するも敗北し謎の機竜の指示により自ら口を封じた。機竜は＜エクス・ドレイク＞。

### ユミル教国
アルテリーゼ・メイクレア
声 - 大西沙織
エインフォルク家の執事。クルルシファーとは正反対の厳格な性格。
〈エクス・ワイアーム〉を操る特級階層の機竜使いで、ユミル教国でも十指に入る実力者。孤児院からエインフォルク家の執事として迎え入れられたという過去がある。
メル・ギザルト
ユミル教国の七竜騎聖候補で後に正式に七竜騎聖となる。教導士官学校の首席で「征伐者」の二つ名を持つ。神装機竜〈ドライグ・グウィバー〉の使い手。実はギザルト家当主と司教オルフェルとの間に出来た不義の子。
ウェーブのかかった白金色の髪をした小柄な少女で、普段は年相応に無邪気だが大人びた妖艶さと剣呑な雰囲気を併せ持つ。ギザルト家はエインフォルク家と並ぶ教国でも有数の武門の棟梁だったが、7年前の巡礼祭の日に起きた幻神獣の襲撃事件により、メルを残して家族は全員死亡している。理不尽な出来事で家族を喪ったということから信仰心は全くといってよいほどなく、後見人としてずっと自分を傍で支えてくれたオルフェルに対しては親愛にも似た感情を抱きながらも、強がって自分の気持ちを素直に出せずにいた。機竜使いとして天性の素質を持っており、2年前の時点で機竜操作を覚えたばかりの素人でありながら、武芸大会でクルルシファーと互角に渡り合っている。ドライグ・グウィバーの神装を応用して無数の戦術を編み出し、陸戦形態と飛翔形態を自在に切り替えて戦うなどルクスでさえ舌を巻くほど天才的な戦いのセンスを持つが、まだ年若く身体が未成熟なため消耗の激しい神装機竜を長時間扱うことができないという弱点もある。
親代わりだったオルフェルをドラッケンの策略で殺され、クルルシファーこそが7年前の事件の原因だったと吹き込まれたことで、怒りに我を忘れてクルルシファーに襲い掛かるが、装甲機竜との完全結合を使いこなしたクルルシファーに2度目の敗北を喫する。最後までオルフェルが実の母親だということは知らされなかったが、オルフェルが遺した遺言により自分に対する想いの深さを知り、初めて「お母さん」と呼び涙を流した。
ステイル・エインフォルク
エインフォルク家の当主でクルルシファーの義父。
かつて遺跡〈坑道〉の内部で幼かったクルルシファーを発見し、娘として育てた。現在はクルルシファーと距離をおいているが彼女を疎んでのことではなく、クルルシファーの「鍵の管理者」としての力を利用しようとする者たちから守るためであり、衰えた自分では娘を守りきれないと判断した上での苦渋の決断だった。1年半前に起きた遺跡の暴走事故で崩落に巻き込まれたクルルシファーを救い出したことも敢えて隠しており、その時に負った傷を隠すため家の中でも常に手袋をしている。
ザイン・エインフォルク
エインフォルク家の長男でクルルシファーの義兄。
神殿騎士団に所属する機竜使いで、やや線が細く整った顔立ちをしているが陰のある雰囲気をしている。
2年前、武芸大会でまだ機竜操作を覚えたばかりのメルに敗北し、そのメルを義妹のクルルシファーが敗ったことで自身の面目を潰されてしまう。以来クルルシファーとの間には溝ができ、その有能さに嫉妬するようになっていた。だが、巡礼祭の後にルクスを婚約者と偽っていた件の家族会議で、男のために色々と小細工を弄して失敗した妹の姿を目の当たりにして少し分かり合えたため、これ以降クルルシファーの事を愚妹と呼ぶようになり関係がやや改善された。
ニアス
ユミル教国の教皇。
前教皇から代替わりしたばかりで、まだ年端もいかぬ少年。
オルフェル
教皇の側近を務める古参の司教。理知的な印象の妙齢の女性。
孤児となったメルの後見人でクルルシファーもかつて世話になったことがある。メルのために大司教に進言して神装機竜を与えたり、七竜騎聖に推薦したりと過剰なほど世話を焼いている。世間的には7年前の事件が起きるまでメルやギザルト家とは全く親交がなかったと思われているが、実はオルフェルこそがメルの実母であり、立場上名乗り出ることはできなかったが、ずっとメルのことを案じていた。
裏でドラッケンの教皇誘拐計画に加担しており、メルに計画を阻止させて手柄を立てさせるつもりだったが、ドラッケンには全て見透かされており、逆に罠にかけられて殺されてしまう。
ネイ・ルーシュ
遺跡〈坑道〉の統括者（ギア・リーダー）である自動人形（オートマタ）の少女。
ライトグリーンの髪に子犬のような耳がついている。やや残念な性格をしており、普段から本音が全て口からダダ漏れになっている。
1年半前の遺跡の暴走事故の後、鍵の管理者（エクスファー）を探して遺跡から外に出たところを大司教に保護されていた。巡礼祭の後はクルルシファーの指示で信徒の一員として教国に残ることになった。

### ヴァンハイム公国
グライファー・ネスト
ヴァンハイム公国の士官候補生。七竜騎聖候補で後に正式に七竜騎聖となる。「貪狼」の異名を持つ。神装機竜〈クエレブレ〉の使い手。
くすんだ金髪と三白眼が特徴で、粗野なゴロツキのような風貌をしているが、邪気のない童顔のせいで悪そうな印象は受けない。滅多にいない男の神装機竜の使い手で、酔っ払った状態でも精密に機竜を操作するなど実力は高い。基本的にやさぐれた性格で飄々としており、投げやりな態度をとることもあるが、その性格ゆえに一歩引いた冷めた視点から物事を冷静にとらえることができる。また、神装の使用時間を一定に留めておくことで効果時間に制限があると思わせるなど駆け引きにも長けている。
元々は貴族の出だったが、武官だった父が旧帝国に捕まったとき、裏切者として告発されたことで没落して一家もバラバラになっており、新王国とは確執がある。その後は孤児として路地裏生活をしており、生きるために常に博打のような無茶ばかりし続けていたため「無謀な挑戦」が主義となっている。装甲機竜の操縦も元々は適正も才能もないとされていたが、血反吐を吐くほど無茶な訓練を続けた結果、ある日突然使いこなせるようになり、現在の地位を得た。
全竜戦のため新王国の王都を訪れていたところをルクスたちと出会うが、その時に起きた事件がきっかけでルクスたちと敵対する。父親の一件でずっと気持ちを燻らせていたが、敗北という形とはいえ一度は決着をつけたことで、自分の中で気持ちに区切りを付けることができ、階層昇格試験の時にはルクスに対してぶっきらぼうに接しながらも気遣うなど面倒見のよさを見せた。
コーラル・エスター
ヴァンハイム公国の士官候補生。公女ミルミエットの係累で彼女の側近を務める。また七竜騎聖となったグライファーの補佐官も兼任している。
中性的な顔つきで、やや高いソプラノの声をしているが、実は男装した女性。
その正体は、神聖アーカディア皇国第二皇女エーリル・ヴィー・アーカディア。髪は銀髪で、目も灰色。
『洗礼』の影響で左目がライトグリーンになっており、「大聖域」のシステムを一部利用して「認識の変換」という能力を使える。これにより、ミルミエットの親類である事、髪と目の色、胸の有無、性別などを周囲に誤認させていた。
ミルミエット・クローデル
ヴァンハイム公国の公女。
バズハイム
ヴァンハイム公国の武官で、階層昇格試験の試験官。
新王国の人間を敵視しており、試験官としての立場と自身の派閥の機竜使いを使って新王国の受験者に妨害工作を行うが、ルクスらの反撃で悉く失敗。自ら模擬戦でルクス・ノクトのペアを叩きのめそうとするも返り討ちに遭い、乱入してきたシングレンによって試験官の資格を剥奪される。その後ディルウィに唆されアイリが隠し持っていた古文書を盗み出し〈迷宮〉に入るが、追ってきた〈三和音〉に部下を倒された上、自らも用済みとしてディルウィに斬首された。

### ブラックンド王国
シングレン・シェルブリット
「蒼の暴君」の異名を持つ、ブラックンド王国白嶺騎士団の団長にして、七竜騎聖の副隊長。神装機竜〈リヴァイアサン〉の使い手。
装甲機竜が発掘された直後から頭角を現し、将軍にまで上り詰めるが、その容赦のない戦いぶりから一度は騎士の称号を剥奪されている。「災禍」によってブラックンド王国の軍の主力が壊滅したことをきっかけに再び王城に召し上げられた。旧帝国時代にはフギルとも交友があり、そのフギルに繋がる手駒としてルクスを七竜騎聖に引き入れようと策謀を張り巡らす。
外見は小柄な体躯にやや幼い顔立ちで左眼に眼帯を付けている。性格は傍若無人にして横暴、尊大かつ傲慢で強者だけを優遇し、弱者を切り捨てるという思考の持ち主。機竜使いによる支配階級の制定を目論み、その頂点に立つことを画策する野心家。
世界等級順位で二位に位置する底知れない実力者で、装甲機竜の調律を応用した非常に高度な技「戦陣」を使う。汎用機竜を操ってすらまるで神装機竜を使っているかのような非常に高い戦闘力を発揮し、ルクス達の昇格試験に介入した際には、ワイバーンより直接戦闘力の劣るドレイクを使用しているにも関わらず一方的にルクスを追い込み、時間切れで試験が終了しなければ敗北させていたほどの実力差を見せ付けた。更に、〈リヴァイアサン〉の神装も調律の支配下に置く、「戦陣」の上位技「真戦陣」を使う。機竜使いとしてだけでなく策士としても一流で、優れた観察眼と高い洞察力を持ち、ルクスが咎人の立場に甘んじている理由を見抜き、アイリが秘密を抱えていることも看破して見せた。
夜架以上の『洗礼』の術式が施されており、状況によってはエリクシルを使用した魔人の様に、左の眼孔から黒の文様が左半身を覆う。年齢に比べて年若い外見や背丈も、半身に施した洗礼の影響で成長が止まってしまった為。人外の領域に踏み込んでおり、心臓を貫かれても死ぬ事はない。
ツヴァイベルク・ギムレ
ブラックンド王国白嶺騎士団に所属する老騎士。シングレンの補佐官。二メートル近くある長身。神装機竜〈タラスクス〉の使い手。
嘗ては「剣聖」と呼ばれ、ブラックンド王国近衛騎士団の団長を務めていた。為政者の手に余る実力から、王の威厳を保てない事を理由に40半ばで退役させられ、シェルブリット伯爵家の家庭教師の任を授かる。最初はその事に不満を抱いていたが、シングレンと出会う事で認識を改め、彼に英才教育を施す。その後、シングレンの覇道を見たいという理由から、彼に忠誠を誓う。
大聖域を巡る最後の戦いでは、シングレンの命でアイリを確保しようとして三和音と交戦するが、聖蝕と融合したヘイズに強襲され、その圧倒的な力の前になす術もなく殺されてしまう。

### 神聖アーカディア皇国
リステルカ・レイ・アーシャリア
神聖アーカディア皇国第一皇女。
創造主の聖地である大聖域（アヴァロン）からの情報を啓示として受け取る力を持ち、「神託の巫女」と呼ばれる。本来アーカディアの名を持つ創造主たちの中で、彼女のみレイ・アーシャリアを名乗るのは、大聖域と交信可能な巫女であることを示している。
一見して優美で温和な性格のように見えるが、今の世界の人間を雑種と呼び見下しており、対等な存在とはみなしていない。支配者としての冷酷な面もあり、創造主の再興のためなら肉親さえ切り捨てる非情さを持つ。しかし、かつて自分たちの命を救ってくれたフギルにだけは「私の英雄」と呼ぶほど全幅の信頼を寄せており、年頃の少女としての一面も見せる。
ヘイズの敗北後に姿を現し、終焉神獣《聖蝕》の脅威から世界を救うためという名目で各国に協力を呼びかけるが、全ての遺跡が解放されると同時に世界連合を離脱、大聖域を独占し再び世界の支配者として君臨するという本性をあらわにする。しかし自身と正反対の考えを持つエーリルの離反を招き、更には七竜騎聖の想定外の力によって、切り札として復活させた終焉神獣も倒され、一転して窮地に追い込まれる。妹であるヘイズさえも捨て駒にしてついに制御室に辿りつき、大聖域の力を手に入れる資格を得るが、最も信頼を置いていたフギルの裏切りに遭い、刺殺される。
エーリル・ヴィー・アーカディア
神聖アーカディア皇国第二皇女。
既にある国の側近として潜入しているらしい。
姉のリステルカとは異なり、フギルのことを警戒している。
フギル・アーカディア
声 - 逢坂良太
滅亡したアーカディア帝国の第一皇子。ルクスの腹違いの兄。
腐敗した旧帝国の体制の中で孤立していたルクスと唯一親しくしており、宮廷内で居場所のなかったルクスにとっては最大の理解者だった人物。ルクスが宮廷を追放されてからも学問と装甲機竜の操縦を学ぶための口添えをし、クーデターの折にはアティスマータ伯の力を借りるために協力するなど親身に接するが、全ては帝国を滅ぼすためにルクスを利用していただけであり、クーデターの最終局面でルクスを裏切り皇族や兵士を皆殺しにしている。
帝国滅亡後は行方不明となっていたが、ヘイズの協力者となって再びルクスの前に姿を現し、ヘイズの敗北後はリステルカに仕える。ヘイズやリステルカの言葉から、彼女らが「裏切り者の一族」と呼ぶ者達の一人であるようだが、彼だけは例外的に味方として扱われている。その一方でヘイズに内密でルクスに助言をしたり、無断でディルウィに手を貸したりと独自の行動を見せている。
常に余裕に満ち、悠然とした態度と立ち居振舞いをしており、大仰で芝居がかったような喋り方をする。その行動や言動には謎が多く、遥か昔から長い時を生きているかのような発言もしており、彼の目的は未だ不明である。会話の節々から「英雄」という存在に対して拘っている様子があり、真の英雄となりうるのはこの世で自分だけであると豪語している。
ルクスに対しては敵対する立場となってからも賢弟と呼び、度々助言とも挑発ともとれるような言葉を投げかける。しかし、彼が抱く理想については否定しており、王の器ではないとし「最弱」と呼ぶ。
ミスシス・V・エクスファー
蒼髪の侍女。クルルシファーと同じく「鍵の管理者」の一人。神装機竜〈アジ・ダハーカ〉の真の使い手。
創造主たちに従者として仕えるよう完璧な教育が施された鋼の侍女で、寡黙で自らの感情をほとんど表に出さない。
「反機竜使い（アンチ・ドラグナイト）」の異名を持つ「鍵の管理者」最強の機竜使いで、セリスとフィルフィの二人を同時に相手取って圧勝し、終焉神獣《聖蝕》を単機で撃破するなど圧倒的な実力の持ち主。
大聖域を巡る最後の戦いではリーシャたち「騎士団」の機竜使いたちと戦い、5対1という状況にもかかわらずその力を見せつけ次々と戦闘不能に追い込んでいくが、最後に残ったセリスの戦いで唯一とも言える弱点が露呈し、相打ちに近い形で敗北を喫する。命からがら撤退し辿りついた制御室では、既にリステルカはフギルに殺害されており、激昂して挑みかかるが〈ウロボロス〉の2つ目の特殊武装「生死流転（ゼロワン）」の力の前に返り討ちに遭い、五体をバラバラにされて死亡する。
ラ・クルシェ
声 - 長縄まりあ
遺跡〈方舟〉の中で眠っていた自動人形の少女。〈方舟〉の統括者。
目覚めた直後は記憶を失っていたが、遺跡の中枢で記憶を回復させるとルクス達を抹殺するべく無人の装甲機竜を操って襲い掛かった。
エル・ファジュラ
声 - 木村珠莉
遺跡〈巨兵〉の統括者である自動人形の少女。
ヘイズが敗北すると王都を爆破し道連れにしようとしたが、直前に夜架に止めを刺され機能を停止する。

### 竜匪賊
ドラッケン・メギストリ
「戦場の奏者」の異名を持つ伝説の傭兵。竜匪賊の三頭首の一人で人竜師団長。神装機竜〈アスプ〉の使い手。
かつてはユミル教国を含む三国間を荒らし回り、現在では最重要危険人物に指定されている。謀略や駆け引きに長けており、自身の機竜使いとしての実力もさることながら指揮官としても有能で、アスプの神装と角笛を併用することで、人間の兵のみならず幻神獣までも連携して戦わせることができる。過去の経験から貴族に対して良い感情を抱いておらず、地位にあぐらをかいている人間として侮蔑しているが、ルクスは彼女のこのような態度を演技ではないかと推測している。
ユミル教国の巡礼祭で司教のオルフェルと共謀して教皇の誘拐計画を実行に移し、何重にも張り巡らせた策でリーシャ達を苦しめた。徹底した情報収集を行い、あらゆる対策を立てていたがルクスが新たに生み出した技、暴撃を受けて敗北し、すさまじい速度で成長を続けるルクスを「対策不可能な男」と評した。
その後投獄されたが、仲間たちの手により脱獄する。
ヴァイン・アシェットス
竜匪賊の三頭首の一人で地竜師団長。神装機竜〈バジリスク〉の使い手。
一般的な傭兵のイメージとは異なり、想像以上に若く、細面の少年。
ガトゥハーン・バレス
竜匪賊の三頭首の一人で天竜師団長。竜匪賊の実質的なリーダー。神装機竜〈ヒュドラ〉の使い手。
筋骨隆々の巨躯と日焼けした浅黒い肌が特徴の壮年の男。
ディルウィ・フロイアス
新王国の武官。外見は細身の優男で大人しく真面目な性格。
騎士の家柄の生まれで剣の才能は凡庸だったが普及し始めた装甲機竜の力を得てからは「銀閃」の異名をとるほどの一流の機竜使いへと昇りつめる。しかし、5年前ブラックンド王国への遠征中に「災禍」で右腕を負傷してからは以前のような実力を発揮できなくなり、一線を退いた。清廉潔白で任務に実直だが裏ではずっと不満を抱いており、竜匪賊のスパイとなってまでかつての力を取り戻すことを切望していた。
シングレンに師事していたことがあり、ローブを纏った謎の男により右手の傷が治癒されてからはシングレンの技、戦陣・流転さえも使いこなし、ルクスとグライファーの二人を相手に互角以上に渡り合った。取り戻した力に酔いしれ、機竜使いとしての自身の力を誇示することに執着し、全身に洗礼を施し魔人と化してまで戦ったが、最期は自分が魔人化してなお使うことができなかった戦陣・劫火まで使いこなしたルクスに敗れ、自身の敗北を信じられず半狂乱となったまま死亡した。

### マルカファル王国
マギアルカ・ゼン・ヴァンフリーク
世界を裏から牛耳るという大財閥、ヴァンフリーク商会の当主。レリィの旧友。武芸にも精通した天才であり、世界等級順位一位にして七竜騎聖の隊長。またフィルフィの武術の師匠でもある。神装機竜〈ヨルムンガンド〉の使い手。
外見は少女のように見えるがレリィとほぼ同い年の妙齢の女性。老練な性格をしており、自己の欲望に忠実で年下の美形の男を雇って侍らせているという噂もあり、実際ルクスを愛人として囲おうと誘いをかけたこともある。
マルカファル王国の出身ではなく国にも属していないが、一時的に雇われて七竜騎聖の隊長を務めている。
アールマティ・アティスマータ
5年前の革命で死亡したとされていたリーシャの妹。
現在はマギアルカ麾下のキルゾレイク・ファミリーというマフィアの一員となりアルマと名乗っている。
革命の際、慕っていた叔母ラフィの密告により旧帝国に捕らえられて奴隷へと堕とされ、敬愛していた姉のリーシャも敵側に寝返るなど信じていた者に悉く裏切られたことに絶望し、さらに新王国の王族として幸せを享受していることに恨みを抱いている。
世界改変が行われた後、生きていたマギアルカの指示でルクスと接触し、捕らえられたエーリルの奪還のために動きだすが、この機会に自分を裏切った家族達への復讐を成し遂げようと考えている。
普段は男装し強気な態度をとっているが、フギルの姿をした終焉神獣《聖蝕》の圧倒的な力を目の当たりにしたときは心が折れかけ、復讐を諦めて逃げ出したいと考えるなど本当は弱い心の持ち主。しかし同時に自分を拾い安息の場所を与えてくれたマギアルカへの恩義に報いるために自身を奮い立たせる強さも持っている。
旧帝国を滅ぼした「黒き英雄」を信奉しており、彼の技である神速制御（クイックドロウ）も習得している。最初はルクスのことを軽んじていたが、彼の正体を知ってからは敬語で話すようになる。

### トルキメス連邦
ソフィス・セプティ
トルキメス連邦の七竜騎聖。神装機竜〈ヴリトラ〉の使い手。
鮮やかな褐色の肌に緑がかった艶やかな黒髪、顔には赤い入れ墨という非常に特徴的な外見をしている。
人見知りが激しく無口なため、会話は補佐官であり妹のウルクが代弁して意思を伝える。だが、正体を現してからは普通に話し、長年人との交流を図っていなかった為に少し抜けた姿を見せている。
その正体は、ソフィス・エクスファーという『鍵の管理者』の末裔。「月」を制御下に置き、七竜騎聖を始めとした全戦力を新王国に集めさせ、遺跡の攻略を禁じた。
「裏切り者の一族」であるルクスとアイリは勿論、裏切りによって妹を殺された過去から、人を信じていない。だが、旧帝国の皇子のルクスに対して学園の人間が抱く好印象や、敵である自分も救おうとするルクスの姿に心が揺らぎ、「月」での決戦の際にもう一度人を信じる事を決意。ルクスと共にデウス・エクス・マキナを破壊した。
「竜匪賊」捕縛の為に一芝居を打ってもらったと理由をつけ、七竜騎聖を続投している。
ウルク・セプティ
ソフィスの補佐官で妹。
無口なソフィスの通訳として姉の意思を代弁するが、余計なことも勝手に喋ったりするため、たびたび姉からツッコミが入る。
その正体は、「月」の統括者である自動人形の少女、リ・プリカ。前頭部から、狐の様な獣の耳が生えている。

## 世界観

### 国家
アーカディア帝国
かつて世界の5分の1を支配した世界最大の大国。
政治は腐敗し、圧倒的な軍事力を背景に圧制が敷かれていた。男尊女卑の考えが浸透しており、平民の女性は扱いはひどく、貴族の女性でも政略結婚の道具となることが一般的だった。
本編開始の5年前にアティスマータ伯が起こしたクーデターにより滅亡するが、その残党の多くは帝国を支持していた周辺国に逃れるなどして反乱の機会を窺っている。
アティスマータ新王国
アーカディア帝国の滅亡後に建国された国家。
クーデターを主導したアティスマータ伯が戦死したため、その姉ラフィが女王に就いている。クーデター時に機竜使いのほとんどが戦死してしまったため、軍事力はあまり高くない。王家の力もまだ弱く、四大貴族と呼ばれる旧帝国の頃から続く貴族たちの力がなくては成り立たない状態。
ヘイブルグ共和国
アーカディア帝国に次ぐ大国。
かつてアーカディア帝国に国土を脅かされており、対抗するために軍事力の拡大が進んでいる。それによって共和制は形骸化しており、最高権力者は軍の司令官となっている。
ユミル教国
アティスマータ新王国と同盟を結んでいる北の大国。
教皇を頂点とする信仰の国で、神と天使にまつわる伝承があり、崇拝の対象となっている。
政治や儀式に携わる司教と、軍である神殿騎士団とは深く関わってはならないという規律がある。
神聖アーカディア皇国
遺跡より発見された古文書に記されていたアーカディア帝国と同じ名を持つ古代の皇国。
皇族たちは創造主（ロード）と呼ばれ、アーカディア帝国に連なる者たちを裏切り者の一族と呼ぶ。

### 遺跡（ルイン）
世界に7つ発見された古代遺跡。十数年前、装甲機竜が発掘されたことで国力を左右する重要な存在となる。内部から幻神獣が出現することもあるため、発見された遺跡は立入禁止に指定され厳重に管理されている。各国家間の協定で定められており、内部の調査に必要な「遺跡調査権」を賭け、数か月に一度機竜使いの模擬戦が開催されている。
第一遺跡・塔（バベル）
新王国領内に存在する3つの遺跡のうちの1つ。新王国の西、ラルグリス公爵家の領地内に存在する。
第二遺跡・迷宮（ダンジョン）
ヴァンハイム公国の遺跡。遺跡都市の地下に存在し、全部で5つの階層に分かれている。
第三階層に進入すると遺跡が警戒態勢となり第二階層と第三階層が分断される仕組みになっている。
本来、遺跡は調査権がなければ探索できないが、特殊な事情によりある程度例外が認められている。
第三遺跡・方舟（アーク）
新王国領内に存在する3つの遺跡のうちの1つ。巨大な船の形をしており新王国の外洋に浮き沈みし、一定周期で場所を変える。
かつて旧帝国が解き放った終焉神獣ポセイドンは、この遺跡の深層の門番だった。
ヘイズが最深部の制御室でグラン・フォースを使ったことで、これまでのルートを外れてしまい、行方が分からなくなる。
アニメにおいてはルクスのバハムートの攻撃の余波で墜落した。
第四遺跡・坑道（ホール）
ユミル教国の遺跡。炭坑のような形状をしている。かつて幼かったクルルシファーがこの遺跡の内部で発見された。
第五遺跡・巨兵（ギガース）
ヘイブルグ共和国の遺跡。巨大な装甲兵の形をしており、両肩の部分に砲口がついている。
帝都奪還計画にて遺跡そのものを動かし、新王国の王都へ侵攻した。
第六遺跡・箱庭（ガーデン）
新王国領内に存在する3つの遺跡のうちの1つ。城塞都市の近くに存在する。
城の数倍の大きさで、四角い壁で六面を囲まれた内部に森や湖、洞窟などが存在し、1つの小世界を内包したような造りになっており、中心部に祭壇がある。一定時間が経過すると六面の各壁際にある門が開閉する仕組みで、開閉と同時に外側のものを引き込み、内側のものを排出する。
第七遺跡・月（ムーン）
トルキメス連邦の遺跡。空に浮かんでいたが、行方不明となっている。後に、新王国の上空に出現した。
強力な光の砲撃を放つ攻撃能力だけでなく、終焉神獣を制御し、簡単な指示を出す事が出来る。

## 装甲機竜（ドラグライド）
十数年前に遺跡から発見された古代兵器。本体と機攻殻剣（ソード・デバイス）で一対になっており、機攻殻剣のグリップのボタンを押し詠唱符（パスコード）を唱えることで対応する機竜を召喚できる。中でも神装機竜と呼ばれるものは世界でそれぞれ1種しか存在しない希少種で、汎用機竜を遥かに凌ぐ性能と神装と呼ばれる特殊能力を持つ。遺跡の調査が進んでいないため、いまだ謎が多い兵器。近年の研究では機体制御の適正は男性より女性の方が高いことが判明しているが、扱うには高い身体能力と操作技術を要するため、女性の使用者はまだ少数である。

### 神装機竜
バハムート
ルクスが持つ黒い機竜。飛翔型。元々はフギルが所有していたが、5年前のクーデターの際にルクスに譲渡された。特殊武装である大剣〈烙印剣（カオスブランド）〉を用いた近接戦特化の機体。また、周囲の物質に僅かながら干渉可能な力場を発生させる武装〈共鳴波動（リンカー・パルス）〉を内蔵している。
神装は、先の5秒間でエネルギーや現象を数分の1まで激減させ、後の5秒間でその力を爆発的に解放するという圧縮強化の能力〈暴食（リロード・オン・ファイア）〉。欠点として燃費が悪く、高い適正を持つルクスでさえ長時間扱うことはできない。
詠唱符は「――顕現せよ、神々の血肉を喰らいし暴竜。黒雲の天を断て、〈バハムート〉」。
ティアマト
リーシャが持つ赤い機竜。飛翔型。鏃型の遠隔投擲兵器〈空挺要塞（レギオン）〉と巨砲〈七つの竜頭（セブンスヘッズ）〉を特殊武装として持つ高火力機。
神装は、重力を制御する〈天声（スプレッシャー）〉。
詠唱符は「――目覚めろ、開闢の祖。一個にて軍を成す神々の王竜よ、〈ティアマト〉」。
ファフニール
クルルシファーが持つ水色の機竜。飛翔型。機動力に優れており、特殊武装として凍結弾を放つ狙撃銃〈凍息投射（フリージング・カノン）〉と、自らを自動で防御する盾〈竜鱗装盾（オートシェルド）〉を持つ。
神装は〈財禍の叡智（ワイズ・ブラッド）〉。一定距離内の未来を数秒先まで予知することができ、これを攻防に応用した戦闘を可能とする。
詠唱符は「――転生せよ。財貨に囚われし災いの巨竜。遍く欲望の対価となれ、〈ファフニール〉」。
テュポーン
フィルフィが持つ紫色の機竜。陸戦型。近接格闘に特化した機体で、全身からワイヤーを射出する〈竜咬縛鎖（パイル・アンカー）〉と、掴んだ物体にエネルギーを送り込み爆破する〈竜咬爆火（バイティング・フレア）〉を特殊武装として持つ。
神装は、他の機竜の神装を無効化し、出力を低下させる波動を放つ〈無情の果実（ミッシング・フェイト）〉。フィルフィは機竜操作と並行しての発動が困難であるため長らく使ってこなかったが、幻神獣化によって思考を強化することで短時間ながら使えるようになった。
詠唱符は「――始動せよ。星砕き果て穿つ神殺しの巨竜。百頭の牙放ち全能を殺せ、〈テュポーン〉」。
リンドヴルム
セリスが持つ金色の機竜。飛翔型。特殊武装として、電撃を放つ突撃槍〈雷光穿槍（ライトニングランス）〉と、広範囲をエネルギー弾で殲滅する〈星光爆破（スターライト・ゼロ）〉を持ち、あらゆる戦況に対応できる。
神装は、展開した光の範囲内にあるものを同じ範囲内に高速転送する〈支配者の神域（ディバイン・ゲート）〉。これで自身や投擲した武器を移動させることで、単機での同時攻撃を可能とする。
詠唱符は「――降臨せよ、為政者の血を継ぎし王族の竜。百雷を纏いて天を舞え、〈リンドヴルム〉」。
夜刀ノ神（ヤトノカミ）
夜架が持つ漆黒の機竜。四脚の特装型。ドレイクより数段上の索敵能力と、糸状の特殊武装〈蜘蛛ノ糸（くものいと）〉を持つ。バハムート同様に近接戦特化の機体である。
神装は、触れた箇所を中心に相手の装甲機竜の制御を一時的に奪い操る〈禁呪符号（スペルコード）〉。触れた時間が長いほど精密で強力な命令が可能で、10秒も触れていれば完全に操ることができる。ブレードで切りつけても発動でき、前述の蜘蛛ノ糸と併用し、集団を操る事も可能。この為、こと近接戦においてはバハムートをも凌駕する。なお夜刀ノ神から離れるほど効果は薄れる。
詠唱符は「――侵食せよ、凶兆の化身たる鏖殺の蛇竜。まつろわぬ神の威を振るえ、〈夜刀ノ神〉」。
アジ・ダハーカ
バルゼリッドの持つ群青色の機竜。陸戦型。
通常武装は、主に戦斧(ハルバード)を使用。特殊武装は、両肩の砲口《双頭の顎(デビルズグロウ)》と、攻撃を受けると、自動で敵や周囲に反撃の衝撃波と装甲弾を放つ《這い出る不浄(リフレクター)》。
神装は、周囲の機竜のエネルギーを奪い、触れれば神装や特殊武装さえも一時的に奪うことができる〈千の魔術（アヴェスタ）〉。この機能により、適性の低い男でも長時間に渡り全開で機竜を操ることができる。一見万能の能力に見えるが、同時に複数の神装を奪って使用すると個々の力が劣化するという欠点がある。
クエレブレ
グライファーの機竜。特殊武装として、レーダーを遮る特殊な金属片の霧を散布する〈隠れ家の真名（ミストサイファー）を持つ。
神装は、短時間の間あらゆる攻撃を弾く無敵状態になる〈光子潜行（フォトンダイブ）〉。連続使用には限度があるが任意での解除が可能。
詠唱符は、「―咆哮轟かせ伝承となれ。大敵の旗幟たる妖精の守りてよ、《クエレブレ》」
ニーズヘッグ
ヘイズの機竜。
神装は、空間そのものを切断する事で断てない物が存在しないという防御不可能な剣〈切断者（アストラルライン）〉。攻撃するだけでなく、空間を断った斬線を周囲に張り巡らしあらゆる攻撃を消し去る絶対的な防壁に用いる事も可能だが、一定数以上の斬線の維持は出来ないため、新しい斬線を空間に刻むたびに古い物は順次消えていく。
ドライグ・グウィバー
メルが持つ機竜。飛翔型と陸戦型の2形態に変形する機能を持つ。
特殊武装は、地形を変える程の爆発的な威力を誇る《地砕角弾(グランドバスター)》
神装は、温度を操作する〈相克の天理（デュアルシフト）〉。応用により熱や冷気、空気など複数の事象を操ることができる。
詠唱符は「――相食む二対の穢れ、身に纏いて甦れ。天壌覆滅せし争いの竜よ、〈ドライグ・グウィバー〉」
リヴァイアサン
シングレンが持つ蒼い機竜。
神装は、触れた水を操作する〈王権（リーニング）〉。単純な性質の能力で応用に長けるが、水のない場所では特殊武装の〈水槽（バラスト）〉で、操る水をまず集める必要がある。更にもう一つの特殊武装として、機攻殻剣さえ残っていれば、一度だけ装甲を再生出来る〈偽鎧の石版（シャーリート）〉を持つ。ただし、これを使用すると、暫くこの機能は使用出来なくなる。
詠唱符は「――原初たる大海、力渦巻いて臨界せよ。天照らす神意の裁きを下せ、〈リヴァイアサン〉」
アスプ
ドラッケンの機竜。四脚の特装型。
神装は、音を自在に作り操る〈魔楽聖唱（ヘルクァイア）〉。
ゴルィニシチェ
ローザが持つ鈍色の機竜。陸戦型。主に使用する武装は鎌状の竜角曲刃（サイズ）。特殊武装として、幾つかの無人機汎用機竜を操作する〈十二の鉄檻（テイルズヴァイス）〉と、機械の幻影を作り出す〈瞞しの閃影（シン・ファントム）〉を持つ。
神装は、自らの機竜を改造し、その場で新たな形態を取る〈煉獄機構（タルタロスフレーム）〉。
詠唱符は「――姦悪たる術策の煤、沈み潜んで騙し打て。悔い改めざる宿世の竜よ、〈ゴルィニシチェ〉」
ザッハーク
エーリルが持つ黒とライトグリーンの機竜。主に特殊武装〈竜刃光鞭(ブレイズウィップ)〉を使用する。
神装は、周囲の人間の精神に干渉して、特定の記憶と認識を消去する〈双頭の邪智(ブレインハック)〉
アルクラ
「悪たる王」が持つ赤錆色の機竜。四本の腕と巨砲〈月吐き（ルナトゥース）〉を持ち、要塞のごとき巨体を誇る。
神装は、自身を中心とした半径数十mlを闇の帳で覆い、その中に存在する生物の五感を消失させる〈黒翼覆（ダークフォール）〉。この神装で先手を打たれた時点で装甲機竜を纏っていなければ敗北が確定するという恐るべき能力で、神装を無効化できるテュポーン以外対抗する術がない。また、無生物であっても闇の帳で覆ったものは他者から認識できなくなり、これを利用して命中する直前まで攻撃の手を隠すことができる。
バジリスク
ヴァインが持つ機竜。陸戦型。
神装は、吐き出した紫の煙に触れた物体を固定化させる〈石化の障気（カースフェーダー）〉。対象が機竜であれば幻創機核（フォース・コア）からのエネルギー伝達さえも停止させることができるが、障気を浴びせ続けていなければ効果は持続しない。
タラスクス
ツヴァイベルクの機竜。陸戦型。
ヴリトラ
ソフィスが持つ鬱金色の機竜。
神装は、物体の軌道を制御する〈風の威光（マハプラーナ）〉。
詠唱符は「――炎より生まれ出でし忌まわしき神。憎悪と理を喰らい超越せよ、〈ヴリトラ〉」
ヨルムンガンド
マギアルカが持つ桜色の機竜。特装型。
普通の機竜とは違い、身に纏うのではなく、背後に上半身だけの状態で召喚される。またかなりの巨体であり、一度召喚すると動く事が出来ない。その分、攻守の力は優れており、キャノンの一撃を受けてもほぼ無傷で済む。
7本の腕があり、徒手空拳の2本に、他の5本にはそれぞれブレードやダガー、ワイヤーテイル、ブレスガン、キャノンといった武装が備わっている。
神装は、自らが受けたダメージを軽減し、その分機竜のエネルギーとして蓄え、溜めたエネルギーは任意のタイミングでそれぞれの武装を介して解き放てる〈天変焦土（ヘルテンペスト）〉。
ヒュドラ
ガトゥハーンの神装機竜。飛翔型。
神装は、装甲と武装に触れたものを融合する〈神蝕毒素（リアライブ）〉。無機物なら何でも融合可能であり、ファフニールの凍結弾も装甲と融合させた。無機物と有機物の融合は不可能。
ウロボロス
フギルが持つ白銀の超巨大機竜。
第零遺跡そのものであり大聖域（アヴァロン）の半身。改変機竜（アーティファクト）。
全ての神装機竜へと形態を変化させることができる〈輪廻転生（インフィニティ）〉と、この世の空間から指定した対象の存在を消し、出現されることができる〈生死流転（ゼロワン）〉の2つの特殊武装を持つ。
神装は、領域内の世界法則を自在に改変する〈永劫回帰（エンドレス）〉。七つの遺跡を受信増幅器として、神装の力で世界中の人間の認識を操作することによって、世界を作り変えることができる。
詠唱符は「――二重螺旋の塔より来たれ。零にして無窮の万象を紡ぐ、天地開闢の法を定めよ。改変機竜〈ウロボロス〉」
ペルーダ
第一遺跡『塔(バベル)』の統括者(ギア・リーダー)であるヨス・トークが持つエメラルド色の機竜。陸戦型。
通常武装は鉄槌(ハンマー)。特殊武装は鱗状の装甲である〈竜羽甲殻(メタルジャケット)〉と、〈竜羽甲殻(メタルジャケット)の予備を追加召喚する〈超再生(ライフゲイン)〉。これにより、装甲の一部を解除し弾丸として放つ機竜の基本技能、機竜解放(ブレイクパージ)と相性が良く、装甲が尽きず何度も放つ事ができる。
神装は、飛ばした装甲の一部が、そのまま周囲への探知機の役割を果たす〈水流炎陣(レッドマーカー)〉。また、鱗状の装甲一枚一枚に共振の効果を持ち、電磁波を主とした破壊空間の結界を作ることができる。
ケツァコアトル
第二遺跡『迷宮(ダンジョン)』の統括者(ギア・リーダー)であるル・カリアが持つ機械の羽飾りが特徴の神装機竜。飛翔型。
通常武装は機竜牙剣(ブレード)。特殊武装は、予め登録した武装を百個まで追加召喚できる〈三色の鳥(パレット)〉。
神装は、射程内の装甲機竜(ドラグライド)のシステム内の数値を微妙に前後させる事で機竜の動作を不規則(ランダム)に乱す〈導く者(スイッチローダー)〉
ヴィーヴル
第三遺跡『方舟(アーク)』の統括者(ギア・リーダー)であるラ・クルシェが持つ宝石のように輝く装甲が特徴の神装機竜。飛翔型。
特殊武装は、伸縮自在の機竜牙剣(ブレード)〈陽炎竜刃(ラスターエッジ)〉と、ビーム照射を行う設置型の兵器〈宝石の眼球(ジュエルビット)〉。
神装は、対象の心を読む〈千里眼(トゥルーアイズ)〉。ラ・クルシェ曰く、近距離で対象を絞らないと読めないうえに、あくまで大まかなものなので万能ではないらしい。
サラマンダー
第四遺跡『坑道(ホール)』の統括者(ギア・リーダー)であるネイ・ルーシュが持つ紅蓮の神装機竜。四脚の特装型。
特殊武装は、穂先から生成した油を噴出し、直接相手の機体に塗りつける事で、容易には消えない炎で攻撃する事ができる長槍(パイク)状の〈竜炎棘(ヒートソーン)〉と、外殻に施された熱を遮断する〈炎の繭(レッド・プルーフ)〉。
神装は、炎を操る〈天地創造(フレイム・ノヴァ)。
ピュトーン
第五遺跡『巨兵(ギガース)』の統括者(ギア・リーダー)であるエル・ファジュラが持つ神装機竜。寄生装甲機竜。
装甲ごと他の機竜(ドラグライド)に取り憑き、精神を誘導する神装を持っている。
エル・ファジュラ自身は主に《エクス・ワイバーン》を使用し、《ピュトーン》本体は主に他の機竜(ドラグライド)に取り憑き、その機竜(ドラグライド)の武装や特殊武装、神装を使用するため、《ピュトーン》本体の神装の名称や、特殊武装の有無は不明。
ガルグイユ
第七遺跡『月(ムーン)』の統括者(ギア・リーダー)であるリ・プリカの持つ浅黄色の神装機竜。陸戦型。
通常武装は、機竜爪刃(ダガー)と戦斧(ハルバード)。
射程内の相手の意識を数瞬ほど呑み込む神装を持っている。
特殊武装の有無や神装の名称は不明。

### 汎用機竜
ワイバーン
飛翔型の汎用機竜。飛翔能力を持ち、機動性に優れる。
ルクスが普段使用する機体は、バハムートを使用するための練習機であり、バハムートの機体重量に合わせて装甲を追加した防御特化仕様になっている。
詠唱符は「――来たれ、力の象徴たる紋章の翼竜。我が剣に従い飛翔せよ、〈ワイバーン〉」。
エクス・ワイバーン
ワイバーンの強化型。

ワイアーム
陸戦型の汎用機竜。近接戦闘に優れ、装甲が厚い。
エクス・ワイアーム
ワイアームの強化型。
詠唱符は「――来たれ、不死なる象徴の竜。連鎖する大地の牙と化せ。〈エクス・ワイアーム〉」。

ドレイク
特装型の汎用機竜。基本性能はやや低めだが、索敵、迷彩、支援、補助、修復などの特殊機能を備えている。
詠唱符は「――来たれ、根源に至る幻想の竜。幾重にも瞬いて姿を為せ、〈ドレイク〉」。
エクス・ドレイク
ドレイクの強化型。

キメラティック・ワイバーン
リーシャが開発した世界初のオリジナルの装甲機竜。ワイバーンとワイアームの半身を融合させたような姿をしている。起動には二本の機攻殻剣が必要で、操作難度が神装機竜並に高い。
詠唱符は「――降臨せよ。天地の対なる楔、穿たれし混沌の竜。〈キメラティック・ワイバーン〉」。

## 既刊一覧

### 小説
- 明月千里（著）・春日歩（1 - 16巻イラスト）・村上ゆいち（17巻以降イラスト） 『最弱無敗の神装機竜』 ソフトバンククリエイティブ→SBクリエイティブ〈GA文庫〉、全20巻
  1. 2013年8月31日初版発行（8月12日発売[注 2][8]）、ISBN 978-4-7973-7466-7
  2. 2013年11月30日初版発行（11月15日発売[9]）、ISBN 978-4-7973-7551-0
  3. 2014年3月31日初版発行（3月15日発売[10]）、ISBN 978-4-7973-7613-5
  4. 2014年7月31日初版発行（7月15日発売[11]）、ISBN 978-4-7973-7682-1
    - 『小冊子付き限定版』 2014年7月31日初版発行（7月15日発売[12]）、ISBN 978-4-7973-7683-8

  5. 2014年12月31日初版発行（12月15日発売[13]）、ISBN 978-4-7973-7763-7
  6. 2015年6月30日初版発行（6月15日発売[14]）、ISBN 978-4-7973-8320-1
  7. 2015年10月31日初版発行（10月15日発売[15]）、ISBN 978-4-7973-8503-8
  8. 2016年1月31日初版発行（1月15日発売[16]）、ISBN 978-4-7973-8612-7
  9. 2016年3月31日初版発行（3月15日発売[17]）、ISBN 978-4-7973-8621-9
    - 『小冊子付き限定版』 2016年3月31日初版発行（3月15日発売[18]）、ISBN 978-4-7973-8620-2

  10. 2016年7月31日初版発行（7月15日発売[19]）、ISBN 978-4-7973-8624-0
    - 『ドラマCD付き限定特装版』 2016年7月31日初版発行（7月15日発売[20]）、ISBN 978-4-7973-8623-3

  11. 2016年11月30日初版発行（11月15日発売[21]）、ISBN 978-4-7973-8810-7
  12. 2017年4月30日初版発行（4月15日発売[22]）、ISBN 978-4-7973-8811-4
  13. 2017年9月30日初版発行（9月15日発売[23]）、ISBN 978-4-7973-9156-5
  14. 2017年12月31日初版発行（12月15日発売[24]）、ISBN 978-4-7973-9157-2
  15. 2018年5月31日初版発行（5月15日発売[25]）、ISBN 978-4-7973-9701-7
  16. 2018年9月31日初版発行（9月15日発売[26]）、ISBN 978-4-7973-9842-7
  17. 2019年2月28日初版発行（2月15日発売[27]）、ISBN 978-4-8156-0032-7
  18. 2019年6月30日初版発行（6月15日発売[28]）、ISBN 978-4-8156-0249-9
  19. 2019年11月30日初版発行（11月14日発売[29]）、ISBN 978-4-8156-0455-4
  20. 2020年8月30日初版発行（8月6日発売[30]）、ISBN 978-4-8156-0630-5

### 漫画
- 明月千里（原作）・春日歩（キャラクター原案）・唯浦史（作画）・渡辺樹（構成） 『最弱無敗の神装機竜』 スクウェア・エニックス〈ガンガンONLINE〉、全11巻
  1. 2014年12月12日初版発行（同日発売[31]）、ISBN 978-4-7575-4494-9
  2. 2015年6月12日初版発行（同日発売[32]）、ISBN 978-4-7575-4669-1
  3. 2015年10月14日初版発行（同日発売[33]）、ISBN 978-4-7575-4756-8
  4. 2016年1月13日初版発行（同日発売[34]）、ISBN 978-4-7575-4825-1
  5. 2016年3月11日初版発行（同日発売[35]）、ISBN 978-4-7575-4900-5
  6. 2016年7月13日初版発行（同日発売[36]）、ISBN 978-4-7575-5055-1
  7. 2016年11月11日初版発行（同日発売[37]）、ISBN 978-4-7575-5149-7
  8. 2017年4月13日初版発行（同日発売[38]）、ISBN 978-4-7575-5269-2
  9. 2017年9月13日初版発行（同日発売[39]）、ISBN 978-4-7575-5467-2
  10. 2018年1月12日初版発行（同日発売[40]）、ISBN 978-4-7575-5581-5
  11. 2018年5月11日初版発行（同日発売[41]）、ISBN 978-4-7575-5690-4

## テレビアニメ
| 監督                            | 安藤正臣                                                                   |
| シリーズ構成                    | 柿原優子                                                                   |
| キャラクターデザイン 総作画監督 | 黒澤桂子                                                                   |
| メカ・プロップデザイン          | 廣瀬智仁                                                                   |
| 美術設定                        | 成田偉保                                                                   |
| 美術監督                        | 根本邦明                                                                   |
| 色彩設計                        | 竹川美緒                                                                   |
| 撮影監督                        | 芹澤直樹                                                                   |
| CGディレクター                  | 井野元英二                                                                 |
| 3DCG制作                        | オレンジ                                                                   |
| 編集                            | 坂本雅紀、及川雪絵                                                         |
| 音響監督                        | 明田川仁                                                                   |
| 音楽                            | 松田彬人                                                                   |
| 音楽制作                        | ランティス                                                                 |
| 音楽プロデューサー              | 伊藤善之、吉江輝成                                                         |
| プロデューサー                  | 田中翔、長谷川和彦、宮崎誠司 深尾聡志、吉江輝成、吉田敦則 横田真吾、柳村努 |
| プロデューサー                  | 比嘉勇二（アニメーション）                                                 |
| アニメーション制作              | ラルケ                                                                     |
| 製作                            | 最弱無敗の製作委員会                                                       |

2015年5月に開催されたイベント「GA文庫10周年アニバーサリーフェスタ！」にてアニメ化が発表され、2016年1月から同年3月までAT-Xほかにて放送された。

### プロモーション
2015年10月11日には、同じくGA文庫原作作品で同年10月から12月まで放送されたアニメ第3弾『落第騎士の英雄譚』との合同ステージが「マチ★アソビ Vol.15」の新町橋東公園ステージにて開催され、両作品から主演声優の石上静香と田村睦心が登壇してトークが行われたうえ、同年12月20日にも合同イベントが明治安田生命ホールにて開催され、両作品の主要声優陣が登壇してトークや主題歌ライブ、本作の第1話の世界最速先行上映が行われた。また、同年12月29日から12月31日まで開催されたコミックマーケット89にも合同企業ブースが出展されたうえ、2016年1月5日から同年2月4日までパセラ秋葉原昭和通り館にて合同イベントとしてコラボレーションメニューが提供された。
2016年2月14日には、パッケージにリーシャとクルルシファーが描かれた特製バレンタインチョコの無料配布会がAKIHABARAゲーマーズにて開催された。
2016年6月12日には、主要声優陣が登壇するファン感謝イベントがサイエンスホールにて開催された。

### 評価
dアニメストアが2015年12月25日から2016年1月4日まで実施した「今期何観る？2016冬アニメ人気投票」では、総合9位となっている。

### 主題歌
「飛竜の騎士」
TRUEによるオープニングテーマ。作詞はTRUEが唐沢美帆名義で行い、作曲は矢鴇つかさ、編曲は酒井拓也が担当。
「ライムツリー」
nano.RIPE編曲・歌唱によるエンディングテーマ。作詞はきみコ、作曲は佐々木淳。
エンディングアニメーションには、本編の進行にともなってヒロインが追加されていく。なお、第6話のバージョンでは本編でルクスが女装したことを踏まえ、ここでの彼も女装姿となっている。

### 各話リスト
| 話数       | サブタイトル       | 脚本         | 絵コンテ          | 演出                | 作画監督                                                                                               |
| ---------- | ------------------ | ------------ | ----------------- | ------------------- | --- |
| episode 01 | 朱の戦姫           | 柿原優子     | 安藤正臣          | 安藤正臣            | 黒澤桂子、桑原直子 成川多加志、もりやまゆうじ                                                          |
| episode 02 | 最弱の機竜使い     | 柿原優子     | 許平康 西片康人   | 江副仁美            | 廣瀬智仁、桑原直子、市川美帆 保村成、山内則康                                                          |
| episode 03 | 北の令嬢の婚約事情 | 柿原優子     | 矢花馨            | 矢花馨 千葉孝幸     | 水野隆宏、桜井木ノ実、吉田肇 飯泉俊臣、Kwon yong sang                                                  |
| episode 04 | 第六遺跡-箱庭-     | 金杉弘子     | 大原実            | 鈴木芳成            | 田津奈々子、津熊建徳、石田啓一 寿夢龍、杉浦英之、廣瀬智仁（メカ）                                      |
| episode 05 | 少女の願い         | 中西やすひろ | 島津裕行          | 成川多加志 野亦則行 | 桑原直子、もりやまゆうじ、伊賀和志 荻達魚、成川多加志、廣瀬智仁（メカ）                                |
| episode 06 | 最強の帰還         | 西島雅也     | 松林唯人          | 蔵本穂高            | 清水勝裕、外山陽介、山崎輝彦 藤田正幸、中島美子、斎藤香織 日高真由美、廣瀬智仁（メカ）                 |
| episode 07 | 少女の真実         | 柿原優子     | 大原実            | 川西泰二            | 市川美帆、廣瀬智仁、田津奈々子 栗井重記、斉藤和也、寿夢龍                                              |
| episode 08 | 幻神獣の目覚め     | 金杉弘子     | 飯野まこと        | 山下英美 川畑喬     | 伊藤麻由加、津熊健徳、服部憲知 山内則康、桑原直子、成川多加志 アミサキリョウコ、廣瀬智仁（メカ）       |
| episode 09 | 約束               | 中西やすひろ | 大原実            | 野亦則行            | 森山雄治、石田啓一、飯飼一幸 市川美帆、廣瀬智仁（メカ）                                                |
| episode 10 | 少女たちの報酬     | 中西やすひろ | あきとし          | 鈴木芳成            | 成川多加志、廣瀬智仁、市川美帆 伊藤麻由加、桑原直子、津熊建徳                                          |
| episode 11 | 帝国の凶刃         | 金杉弘子     | 松林唯人 清水空翔 | 栗井重紀            | イムチェドク、バクジョンジュン イムドヨン、キムジョンウ、河村明夫 橋本正則、栗井重紀、廣瀬智仁（メカ） |
| episode 12 | 少女の本懐         | 柿原優子     | 木野目優 安藤正臣 | 木野目優            | 桑原直子、成川多加志、森山ゆうじ 市川美帆、伊藤麻由加、廣瀬智仁                                        |

### 放送局
| 放送期間                | 放送時間                     | 放送局     | 対象地域 | 備考                              |
| ----------------------- | ---------------------------- | ---------- | -------- | --------------------------------- |
| 2016年1月11日 - 3月28日 | 月曜 22:30 - 23:00           | AT-X       | 日本全域 | 製作委員会参加 / リピート放送あり |
| 2016年1月12日 - 3月29日 | 火曜 0:30 - 1:00（月曜深夜） | TOKYO MX   | 東京都   |                                   |
|                         | 火曜 1:00 - 1:30（月曜深夜） | KBS京都    | 京都府   |                                   |
|                         |                              | サンテレビ | 兵庫県   |                                   |
|                         | 火曜 2:35 - 3:05（月曜深夜） | テレビ愛知 | 愛知県   |                                   |
| 2016年1月16日 - 4月2日  | 土曜 23:00 - 23:30           | BS11       | 日本全域 | 『ANIME+』枠                      |

| 配信開始日    | 配信時間           | 配信サイト         | 備考                                                   |
| ------------- | ------------------ | ------------------ | ------------------------------------------------------ |
| 2016年1月12日 | 火曜 11:00 更新    | GYAO!              | 第1話常設無料、第2話以降1週間無料                      |
|               | 火曜 12:00 更新    | ニコニコチャンネル | 第1話常設無料、第2話以降1週間無料                      |
|               | 火曜 23:00 - 23:30 | ニコニコ生放送     |                                                        |
| 2016年1月15日 | 金曜 12:00 更新    | バンダイチャンネル | 第1話常設無料、第2話以降1週間無料 有料会員は全話見放題 |

### BD / DVD
| 巻 | 発売日        | 収録話          | 規格品番  | 規格品番  |
| 巻 | 発売日        | 収録話          | BD        | DVD       |
| -- | ------------- | --------------- | --------- | --------- |
| 1  | 2016年3月23日 | 第1話 - 第2話   | MFXN-0037 | MFBN-0031 |
| 2  | 2016年4月27日 | 第3話 - 第4話   | MFXN-0038 | MFBN-0032 |
| 3  | 2016年5月25日 | 第5話 - 第6話   | MFXN-0039 | MFBN-0033 |
| 4  | 2016年6月24日 | 第7話 - 第8話   | MFXN-0040 | MFBN-0034 |
| 5  | 2016年7月27日 | 第9話 - 第10話  | MFXN-0041 | MFBN-0035 |
| 6  | 2016年8月24日 | 第11話 - 第12話 | MFXN-0042 | MFBN-0036 |

### Webラジオ
『最弱無敗の無線通信《ウェブラジオ》』のタイトルで、2016年1月8日から4月1日まで音泉にて配信されていた。毎週金曜日更新。アニメ公式のニコニコチャンネルでは同年1月12日に第1回が配信された。全13回。パーソナリティは田村睦心（ルクス・アーカディア 役）、Lynn（リーズシャルテ・アティスマータ 役）。
　ゲスト
　・第3回(2016年1月22日) - TRUE
　・第4・5回(2016年1月29日・2月5日) - 藤井ゆきよ
　・第6・7回(2016年2月12日・2月19日) - 久保ユリカ
　・第9・10回(2016年3月4日・3月11日) - 小澤亜李
　・第11回(2016年3月18日) - 種田梨沙
　・第12回(2016年3月25日) - 石上静香

### ソーシャルゲーム
2016年3月1日よりスマートフォン・フィーチャーフォン用のカードバトルゲームとして、GREEより年齢制限つきで配信された。無料+アイテム課金制。後にMobage・dゲームとも同時配信開始された。
アニメ第7話前半までのストーリー並び単発完結の学園生活が期間で描かれ、2019年1月31日を以てサービスが終了する。